# Sesioplex cribus
Sesioplex cribus är en stekelart som beskrevs av Sanborne 1983. Sesioplex cribus ingår i släktet Sesioplex och familjen brokparasitsteklar. Inga underarter finns listade i Catalogue of Life.